# Assassinio sulla Luna
Assassinio sulla Luna è un  film per la televisione del 1989, diretto da Michael Lindsay-Hogg. È una storia di ambientazione fantascientifica.

## Trama
Ambientato in un ipotetico futuro (ritrovandosi in un 2015 alternativo) nella Luna vi sono diversi insediamenti umani, che sfruttano le risorse del satellite per sopravvivere. Il KGB indaga su un misterioso omicidio occorso in una miniera di proprietà della Russia, all'agente sarà affiancato un funzionario statunitense.